# 丸朋子
丸 朋子（まる ともこ、本名:鈴木朋子（旧姓:丸）1978年3月23日 - ）は、香川県出身のアナウンサー、スポーツキャスター、スポーツDJ。

## 経歴
2001年、瀬戸内海放送「KSBスーパーJチャンネル」でリポーターとして初登場する。同期は大倉聡、朝井美由紀。その後、映画コメンテーターとしても活動する。
2004年、フリーアナウンサーとして独立する。キャスター、アナウンサー、リポーター、エフエム香川ではパーソナリティーとして活動する。また、アイスホッケーのテレビ実況中継やアリーナDJ、野球独立リーグのスタジアムDJ、バスケットボール・bjリーグプレイオフのMCなどを務めた。DJプレイとMCをこなし、多競技に渡って知識がある女性スポーツDJとして稀有な存在であった。
2009年、早稲田大学大学院スポーツ科学研究科スポーツビジネスマネジメント研究領域に入学し、原田宗彦教授に師事。2010年、大学院と並行してH.C. TOCHIGI 日光アイスバックス企画広報を務めた後、結婚し拠点を関西に移す。2011年3月、スポーツ科学修士号取得。その後、オフィスキイワード所属。同志社大学、立命館大学の外部講師等。
2021年、立命館大学大学院スポーツ健康科学研究科博士課程後期課程に入学し、長積仁教授に師事。
2023年より大阪成蹊大学経営学部講師。

## 主な活動歴
テレビ
- びわ湖放送
  - キラリん滋賀NewsCatch（ニュースキャスター）
  - 滋賀経済NOW（ナレーション）
- テレビ和歌山
  - 紀の国わかやま国体（キャスター）
- 奈良テレビ
  - 奈良県公立高校入試解答速報（キャスター）
- 瀬戸内海放送
  - KSBスーパーJチャンネル（月曜「とれんど王国」火曜「食の達人」担当）
  - にこまるTV（キャスター、リポーター、映画コメンテーター）
  - ナイトシネマ（ナレーション）
  - 香川県広報番組（リポーター）
  - 坂出市広報番組（リポーター）
- 中讃テレビ
  - CVCニュース（アナウンサー）
  - e店見つけ隊（キャスター）

ラジオ
- FM京都
  - CM:スズキ自販京都
- エフエム香川
  - 786 SUPER MEDIO（メインパーソナリティー）
  - エフエム香川ニュース（アナウンサー）
- 西日本放送
  - ちびっこバンザイ！（インタビュアー）
- 高松シティエフエム
  - EVENING Q STATION（メインパーソナリティー）
  - MARINO GOOD DAY MORNING（レポーター）

Sports DJ、MC、実況
- バスケットボール
  - bjリーグ・プレイオフファイナルズ（MC）
  - bjリーグ・ドラフト会議（MC）
  - bjリーグ・ 高松ファイブアローズ（場内アナ）
- アイスホッケー
  - アジアリーグ（場内FM実況）
  - 日本アイスホッケーリーグ西日本・香川アイスフェローズ（テレビ実況、DJ)
- ボクシング
  - OPBF東洋太平洋スーパー・バンタム級タイトルマッチ（レポーター／スカイα）
- 野球
  - 四国アイランドリーグ・香川オリーブガイナーズ（DJ)
- バレーボール
  - 四国Eighty 8 Queen（テレビ実況）
- ソフトテニス（テレビ実況）

執筆
- 月刊ヨンスポ
- KG情報ステップハウス